# Jorge Orta
Jorge Orta (Rosario, Argentina, 1953) és un artista visual. Juntament amb Lucy Orta, van crear el 1991 el Studio Orta, amb el que han fet diverses exposicions rellevants arreu del món.

## Biografia
Després de graduar-se simultàniament en la Facultat de Belles Arts i la Facultat d'Arquitectura de la Universitat Nacional de Rosario, Jorge Orta va començar la seva carrera com a pintor. En resposta a la creixent censura del règim militar argentí, la seva pràctica va passar a formes més avantguardistes i alternatives de la comunicació visual com l'art electrònic. Va ser el primer artista argentí en continuar explorant la tecnologia de vídeo i projecció de la imatge, creant una sèrie polèmica d'instal·lacions públiques a Rosario: Transcurs vitals(1981), Blancs Testimonis(1982), Fusta i Drap(1983) i Fusión Llatinoamericana de sang(1984).
El 1982 Orta va rebre una beca del Ministeri d'Afers Exteriors de França, i es va traslladar a París per seguir un doctorat. El 1991, un incendi al seu estudi del Quai de la Seine va destruir tot el seu arxiu d'obra efímera realitzada a l'Argentina.

## Exposicions rellevants
Com a estudi Orta ha presentat exposicions rellevants a diversos espais:
- 2005 - OrtaWater, a la Fondazione Bevilacqua La Masa in Venice
- 2006 - Museum Boijmans Van Beuningen de Rotterdam
- 2007 - Galleria Continua de Beijing
- 2007 - Antarctica, a la Biennial of the End of the World, Ushuaia,
- 2008 - Hangar Bicocca spazio d'arte de Milà
- 2010 - Amazonia, al Natural History Museum of London
- 2011 - You're not alone, Fundació Joan Miró, Barcelona.[1]

## Premis i reconeixements
- 2007 - Green Leaf Award pel programa ambiental de les Nacions Unides.